# Episodi di Zoey 101 (quarta stagione)
La quarta stagione della serie televisiva Zoey 101 è stata trasmessa negli Stati Uniti su Nickelodeon dal 27 gennaio al 2 maggio 2008, mentre in Italia è stata trasmessa su Nickelodeon dal 17 novembre al 4 dicembre 2008. 
Nota: in questa stagione Sean Flynn esce dal cast principale, comparendo solo come guest-star nel primo e nell'ultimo episodio, mentre entra Austin Butler.
| n° | Titolo originale      | Titolo italiano                      | Prima TV USA     | Prima TV Italia  |
| -- | --------------------- | ------------------------------------ | ---------------- | ---------------- |
| 1  | Trading Places        | Scambio di posto                     | 27 gennaio 2008  | 17 novembre 2008 |
| 2  | Fake Roomate          | Una petizione per Coco               | 27 gennaio 2008  | 18 novembre 2008 |
| 3  | Alone at PCA          | Arresti dormitoriali                 | 3 febbraio 2008  | 19 novembre 2008 |
| 4  | Rumor of Love         | Pettegolezzi amorosi                 | 10 febbraio 2008 | 20 novembre 2008 |
| 5  | Anger Management      | Chi s'arrabbia è perduto             | 17 febbraio 2008 | 21 novembre 2008 |
| 6  | Quinn Misses The Mark | Prendersi e lasciarsi                | 24 febbraio 2008 | 24 novembre 2008 |
| 7  | Walk-A-Thon           | La maratona di beneficenza           | 9 marzo 2008     | 25 novembre 2008 |
| 8  | Vince Is Back         | Il nuovo Vince                       | 22 marzo 2008    | 26 novembre 2008 |
| 9  | Dinner For Two Many   | Cena per due...di troppo             | 30 marzo 2008    | 27 novembre 2008 |
| 10 | Coffee Cart Ban       | La guerra del caffè                  | 6 aprile 2008    | 28 novembre 2008 |
| 11 | Roller Coaster        | Vinci la tua paura                   | 27 aprile 2008   | 1º dicembre 2008 |
| 12 | Chasing Zoey (Part 1) | Vecchi e nuovi amori (prima parte)   | 2 maggio 2008    | 2 dicembre 2008  |
| 13 | Chasing Zoey (Part 2) | Vecchi e nuovi amori (seconda parte) | 2 maggio 2008    | 3 dicembre 2008  |
| 14 | PCA Confidential      | Sull'onda dei ricordi                | 2 maggio 2008    | 4 dicembre 2008  |

## Scambio di posto
- Titolo originale: Trading Places
- Diretto da: Adam Weissman
- Scritto da: Dan Schneider

### Trama
Zoey ritorna alla PCA, dopo aver ascoltato per caso la confessione di Chase riguardo ai suoi sentimenti nei suoi confronti. Ma appena tornata, scopre che Chase ha lasciato a sua volta l'Accademia per raggiungere Zoey in Inghilterra, al Covington College. I loro amici riescono a metterli in contatto tramite webcam e Zoey spiega a Chase di essere tornata all'Accademia per scoprire se anche lei sia innamorata di lui. Ma Chase non può ritornare alla PCA in quanto ha promesso ai suoi genitori che sarebbe rimasto al Covinghton almeno per un semestre. I due però non vogliono rinunciare ad avere un primo appuntamento, così tramite webcam "escono insieme". L'appuntamento però si rivela più difficile del previsto a causa del fuso orario che crea problemi al compagno di stanza di Chase che si lamenta per non essere riuscito a dormire. Inoltre, ad un certo punto, la connessione si interrompe e quando riescono a ristabilirla (Quinn corre al Sushi Rox per aiutare Zoey a ristabilire la connessione lasciando Mark nel bel mezzo di un intervento laser all'occhio) ormai è troppo tardi. I due si rendono conto di non poter andare avanti così e decidono di continuare la loro vita lontani, almeno fino alla fine del semestre.

## Una petizione per Coco
- Titolo originale: Fake Roommate
- Diretto da: Adam Weissman
- Scritto da: George Doty IV

### Trama
Mentre Zoey, Lola e Quinn stanno sedute ad un tavolo a mangiare, Coco si dispera perché è arrivato il momento dell'anno in cui il preside Rivers le dice come svolge il suo lavoro di responsabile, e cioè pessimamente. Così Zoey consiglia alla responsabile di fare qualcosa per il preside per farsi apprezzare. Coco però segue il consiglio troppo alla lettera: avendo saputo da sua moglie che gli piacciono i leoni, Coco fa mettere nell'ufficio di Rivers un leone vero. Questo le causerà il licenziamento. Al suo posto subentra Mira, che si fa apprezzare da tutti perché appare come una responsabile normale, disponibile ed educata. Nel frattempo, tramite Stacey, si viene a sapere che Coco pulisce i gabinetti dei bagni delle donne del ristorante "Vaccaro". Zoey, avendo compreso la situazione in cui la vecchia responsabile è finita, decide di fare, con l'aiuto di Quinn e Lola, una petizione per riassumerla, che però ottiene poco successo dato che Mira si è resa molto popolare fra le ragazze. Col passare del tempo, Zoey, Lola e Quinn vedono sparire vari loro oggetti, così decidono di avvisare Mira del problema. Però entrando nella sua camera le tre compagne di stanza vedono tanti oggetti fra cui i loro: si scopre che Mira ruba di nascosto gli oggetti dalle stanze delle ragazze. Così arrabbiate decidono di avvisare Rivers, che la licenzierà. In questo modo Coco può ritornare a lavorare alla PCA. Nel frattempo Michael e Logan cercano di evitare che arrivi un nuovo compagno di stanza facendo credere a Miss Burtvich (colei che assegna gli studenti nelle camere) che Chase è ancora alla PCA usando un fantoccio di Chase. Alla fine però vengono scoperti lo stesso e Miss Burtvich avvisa Michael e Logan che arriverà a breve un nuovo compagno di stanza. Alla fine della puntata si vede Mira scappare dalla PCA con la macchina di Rivers, che ha rubato per vendetta del suo licenziamento.

## Arresti dormitoriali
- Titolo originale: Alone at PCA
- Diretto da: David Kendall
- Scritto da: Ethan Banville

### Trama
Michael, Logan, Zoey, Quinn, Lola e Mark devono partire per le vacanze, accompagnate da Coco. Ma questa all'ultimo momento dice ai ragazzi che non può più accompagnarli perché ha litigato con il suo fidanzato Karl e deve risolvere la situazione. I ragazzi sono gli unici a rimanere all'accademia, mentre tutti i loro compagni sono via per le vacanze. Avendo il campus tutto per sé, i ragazzi se la spassano alla grande. Però Michael e Logan vengono accusati di aver distrutto il trofeo vinto dal preside Rivers, in quanto il video di sorveglianza li ritrae mentre giocando con una mazza da hockey per sbaglio rompono la teca in cui era custodito il trofeo e poi spaccano anche la videocamera. I ragazzi vengono messi agli arresti dormitoriali, nonostante si dichiarino innocenti. Lola e Zoey iniziano ad interrogare gli inservienti presenti nel campus per scoprire il vero colpevole e scagionare i loro amici. Alla fine il colpevole era un acerrimo nemico del preside Rivers, Seamus Finnegan, il bidello della scuola con i capelli orribili che ha distrutto il trofeo perché giocava a hockey molto meglio del preside, il quale dice a Seamus che è inutile che lui si innervosisce perché alle verifiche di hockey aveva preso un due, un quattro e un cinque e mezzo. Tra i due scoppia una lite furibonda, tra calci e pugni... Alla fine della giornata Zoey, Lola, Quinn, Michael, Logan e Mark sono seduti attorno a un falò a mangiare marshmallow e wurstel e il preside Rivers e Seamus sono tornati di nuovo amici e festeggiano tutti insieme le vacanze infrasemestre. Intanto, Stacey aspetta invano i suoi genitori per andare a sciare.

## Pettegolezzi amorosi
- Titolo originale: Rumor of Love
- Diretto da: Michael Grossman
- Scritto da: Informazione non disponibile

### Trama
Michael e Logan vengono a conoscenza del nome del loro nuovo compagno di stanza e fanno una ricerca in rete per scoprire qualcosa su di lui. Il ragazzo, di nome James Garrett, appare uno sfigato agli occhi dei due ragazzi che decidono di andare all'ufficio alloggi a reclamare affinché possano scegliere il loro compagno di stanza. Mentre i due sono in attesa di essere ricevuti dalla responsabile dell'ufficio alloggi, un ragazzo molto attraente chiede loro una penna. Logan e Michael iniziano a lamentarsi con Miss Burvich, la responsabile, dicendo di non voler dividere la camera con uno sfigato come "Jimmy" Garrett. In quel momento interviene il ragazzo attraente che prima aveva chiesto la penna e Miss Burvich lo presenta come James Garrett, lasciando Logan e Michael a bocca aperta. I due ragazzi sono molto scontrosi nei confronti di James e non lo fanno sentire ben accolto. Lo stesso non si può dire per le ragazze dell'accademia, che sembrano invece apprezzare molto le doti fisiche del nuovo arrivato. Anche Lola, Quinn e Zoey rimangono molto colpite da James. Questo suscita la gelosia di Logan che decide di mettere in giro la voce che James e Zoey stanno uscendo insieme, dopo averli visti passeggiare insieme diretti al Sushi Rox, per rendere James indisponibile sul mercato. Zoey e James non capiscono gli atteggiamenti dei loro compagni nei loro confronti e sono confusi. Zoey viene a conoscenza del fatto che gira voce che lei e James stiano insieme e corre ad avvertire James, per evitare che ci siano fraintendimenti. James intanto decide di cambiare stanza in quanto non si sente accettato da Logan e Michael, e avvisa quest'ultimo che rimane sorpreso e pensieroso. Quando Logan viene a sapere che James ha lasciato la stanza, esulta perché con la sua strategia è riuscito sia a renderlo indisponibile, sia a cacciarlo dalla stanza. Michael, sentendo queste parole, si sente in colpa e decide di andare a parlare con James che si è trasferito nella stanza più brutta del dormitorio. Qui i due si riconciliano e Michael non solo invita James a ritornare nella loro stanza, ma gli riferisce che a mettere in giro la voce riguardo a lui e Zoey è stato Logan. James riferisce il tutto a Zoey e decidono di vendicarsi. Mentre Logan è intento a farsi la doccia, entra nel bagno la troupe del notiziario dell'accademia insieme a Zoey e James e altri ragazzi. Zoey esorta Logan a dire la verità riguardo a lei e James se non vuole farsi vedere nudo da tutta l'accademia. Logan alla fine, messo alle strette, è costretto a confessare e tutto si chiarisce. Tuttavia, mentre Zoey e James passeggiano di sera di ritorno dal Sushi Rox, si baciano.
- Nota: Austin Butler, già apparso nella terza stagione interpretando Danifer nell'episodio L'appuntamento, entra a far parte del cast principale da questo episodio.

## Chi s'arrabbia è perduto
- Titolo originale: Anger Management
- Diretto da: Steve Hoefer
- Scritto da: Dan Schneider e Matt Fleckenstein

### Trama
Logan ha assunto Dustin come suo assistente, ma in seguito ad un suo ritardo gli lascia un messaggio in segreteria in cui si arrabbia e lo insulta. Dustin fa ascoltare il messaggio a Zoey e James, che diffondono il messaggio in modo da mettere Logan in cattiva luce. Alle orecchie del preside giungono una serie di proteste riguardo al comportamento di Logan, che viene costretto a seguire un corso per controllare la rabbia. Grazie ad un intervento del padre, a Logan viene concesso di poter interrompere la frequenza del corso a patto che non si arrabbi per un certo periodo di tempo, e viene controllato da un supervisore. Zoey fa di tutto per far arrabbiare Logan, ma senza ottenere risultati, fino a quando Logan, pensando che il supervisore fosse andato via, inizia ad urlare contro Zoey e James. Ma il supervisore lo sente e Logan è costretto a ritornare a frequentare il corso.
- Guest Star: Matt Shively (uno dei membri del gruppo di gestione della rabbia)

## Prendersi e lasciarsi
- Titolo originale: Quinn Misses the Mark
- Diretto da: Roger Christiansen
- Scritto da: Dan Schneider

### Trama
Mark lascia Quinn perché si innamora di un'altra ragazza, Brooke, che Quinn reputa più carina e più sofisticata di lei. Così Quinn decide di cambiare il suo look per poter piacere a Mark, che però le spiega che non è per l'aspetto fisico che sta con Brooke, ma perché hanno molte cose in comune e sente di amarla. Quinn ha il cuore spezzato e mentre è seduta a piangere su una panchina viene raggiunta da Logan, che si interessa al suo stato. Inaspettatamente Logan consola Quinn dicendole cose molto belle e alla fine i due si baciano. Intanto Michael è andato a prendere dei biscotti per lui, Logan e James ma Logan gli dice che avrà solo un biscotto, lui si offende e appoggia il cesto a terra, poi James gli parla e lo convince. Michael si gira per riprendere il cesto e trova un cavallo che li mangia. Corre da Logan e James e racconta tutto, ma loro non gli credono. Lui farà di tutto pur di farsi chiedere scusa da Logan e James e alla fine ci riesce. Poi arriva Zoey e gli chiede di accompagnarla in classe in tempo perché lei ha solo quattro minuti per andare in classe, alla fine Michael la accompagna in groppa al cavallo e lei arriva in tempo. Poi arrivano il preside Rivers e la padrona del cavallo che lo riporta a casa sua e Michael scoppia a piangere, consolato da James.

## La maratona di beneficenza
- Titolo originale: Walk-A-Thon
- Diretto da: Michael Grossman
- Scritto da: Dan Schneider ed Ethan Banville

### Trama
Zoey e Dustin partecipano alla maratona di beneficenza e Dustin chiede a Lola di fargli da sponsor donando del denaro. La ragazza offre 30 dollari, ma poi scopre che la donazione va moltiplicata per i chilometri percorsi, quindi Lola deve all'organizzazione 600 dollari poiché Dustin aveva corso per 20 chilometri. Zoey allora si reca al centro dell'organizzazione, ma il capo del centro si rivela un omone inquietante che obbliga la ragazza a versare la somma entro pochi giorni. Zoey se ne va impaurita e insieme a Lola cerca invano dei modi per guadagnare i soldi necessari. Il capo insieme ai suoi "scagnozzi" si presenta all'accademia, mandando le ragazze nel panico. Alla fine però capiscono che i tipi dell'organizzazione non sono malvagi e che bastava che firmassero un documento che attestava l'equivoco. Intanto, Logan e Quinn iniziano a frequentarsi in segreto avendo capito di piacersi dopo il bacio che si sono dati ma, di comune accordo, non vogliono dire a nessuno che stanno insieme perché si sentono troppo imbarazzati e, quando pensano che Michael li abbia scoperti, cercano di fare di tutto per convincerlo che tra loro non c'è nulla, sebbene poi scopriranno che in realtà Michael non aveva capito nulla e che quindi il loro segreto è al sicuro.

## Il nuovo Vince
- Titolo originale: Vince Is Back
- Diretto da: David Kendall
- Scritto da: Dan Schneider

### Trama
Vince Blake, l'atleta che l'anno prima aveva bullizzato Chase, Logan e Michael, fa ritorno alla PCA dopo essere totalmente cambiato ed essere diventato un bravo ragazzo, tanto da voler cercare un modo di dimostrarlo ai tre ragazzi affinché possano perdonare i suoi errori passati. Inizialmente, né loro né le ragazze si fidano di lui e i ragazzi pensano che menta, cercando di smascherarlo usando dei trucchetti per dimostrare che in realtà è ancora un bullo, ma Vince dimostra di essere davvero cambiato e riuscirà a conquistare dapprima la fiducia delle ragazze (tanto da iniziare addirittura una storia con Lola) e poi anche il perdono dei ragazzi.

## Cena per due...di troppo
- Titolo originale: Dinner for Two Many
- Diretto da: Larry LaFond
- Scritto da: Dan Schneider e Matt Fleckenstein

### Trama
Zoey e James non riescono a passare un po' di tempo da soli e per questo James invita Zoey a cena da "Vaccaro", un ristorante molto costoso ed elegante che obbliga James a spendere i tre quarti del suo stipendio. Intanto anche Logan e Quinn, che stanno vivendo la loro storia di nascosto da tutti, persino dai loro amici, hanno bisogno di passare del tempo come una coppia normale, senza nascondersi. Logan allora ha la stessa idea di James e invita Quinn a cena da "Vaccaro". Mentre Logan e Quinn sono intenti a mangiare le aragoste, Logan intravede Zoey e James e si nasconde sotto al tavolo. A Zoey e James viene dato l'unico tavolo disponibile, vicino a quello di Quinn e Logan. Quinn fa finta di star cenando da sola, anche se davanti a lei ci sono cinque aragoste. Quinn utilizza un diversivo per distrarre James e Zoey e permettere a Logan di scappare da sotto il tavolo senza farsi vedere. Ma in quel momento squilla il telefono di Logan che viene scoperto. Logan, per giustificare la sua presenza, dice che si trovava lì per comprare un soufflé al cioccolato per Michael con il quale stava parlando al telefono in quel momento. Quest'ultimo, sentendolo, decide di raggiungerlo al ristorante insieme a Lola. Intanto Logan si siede al tavolo con Quinn. Quando arrivano anche Michael e Lola, Zoey si arrabbia perché la sua cena romantica con James è stata rovinata dalla presenza dei loro caotici amici. Nonostante questo, James riesce a calmarla e la spinge a godersi la serata anche insieme ai suoi amici. Quando le cose sembrano andare meglio, i ragazzi vedono Karl, il fidanzato di Coco, la responsabile dei dormitori femminili, seduto al tavolo insieme ad una donna che apparentemente non sembra Coco. Lola e Quinn, pensando che l'uomo stesse tradendo la loro amica, lo rimproverano. Ma la donna seduta con Karl si scopre essere Coco con una parrucca. Coco invita le ragazze a seguirla in bagno e spiega loro di essersi travestita perché il principale del ristorante le aveva proibito di tornare in quel ristorante, dopo averla licenziata. Il principale però ascolta la conversazione e caccia Coco e tutti i ragazzi che intervengono in difesa della loro amica. Intanto Karl scappa quando il principale minaccia di chiamare la polizia. Alla fine, i ragazzi organizzano per Zoey e James un pranzo sul campo da beach volley, per farsi perdonare di aver rovinato il loro appuntamento. La coppia si gode l'appuntamento, nonostante venga interrotta da dei ragazzi che si devono allenare sul campo da beach volley.

## La guerra del caffè
- Titolo originale: Coffee Cart Ban
- Diretto da: Roger Christiansen
- Scritto da: Dan Schneider e George Doty IV

### Trama
Il preside porta sua moglie all'accademia per farla conoscere ai ragazzi. Intanto al banco dei caffè c'è una lunga folla, nessuno si accorge così che il banco scivola e investe la moglie del preside. Così lui decide di bandire il caffè dalla scuola. I ragazzi però non lo accettano e Michael e Logan decidono di vendere il caffè nella loro camera ma a prezzi molto alti. Allora Lola, Zoey e Quinn decidono di vendere il caffè anche nella loro stanza ma a prezzi più bassi. Logan decide di avvertire il preside, ma loro riescono a far finta di niente e decidono di vendicarsi. Con lo spara laser di Quinn rompono i bicchieri di caffè venduto nella stanza di Logan e Michael, ma vengono scoperti. Il preside li convoca nel suo ufficio. Lì i ragazzi scoprono che il preside nasconde il caffè in un mobile, così lo costringono a permettere nuovamente la vendita del caffè all'accademia.

## Vinci la tua paura
- Titolo originale: Roller Coaster
- Diretto da: Adam Weissman
- Scritto da: Dan Schneider

### Trama
I ragazzi non riescono a capire molto bene di cosa stia parlando il professore di fisica; allora Quinn propone di portare gli studenti a fare un giro sulle montagne russe, per capire meglio. Michael però è preoccupato perché ha paura delle montagne russe. Quando Zoey lo scopre, decide di aiutarlo, ma Michael sembra non cambiare idea. Zoey, allora, decide di portarlo di mattina presto sulle montagne russe per fargli passare la sua paura. Michael vince così la propria paura e scopre così che le montagne russe sono divertenti. 

## Vecchi e nuovi amori
- Titolo originale: Chasing Zoey
- Diretto da: Steve Hoefer
- Scritto da: Dan Schneider

### Trama
Zoey annuncia ai suoi amici il suo programma per le prossime vacanze estive: suo padre è riuscito a garantirle un posto di lavoro alle isole Hawaii per l'intera estate, con un'amica o un amico a sua scelta. Intanto Michael riceve da suo padre una macchina nuova, con cui vorrebbe portare la sua ragazza Lisa al ballo di fine anno, ma purtroppo non riesce a guidare col cambio manuale. A quel punto entra in scena un certo maestro Takato, che si offre volontario per insegnargli a guidare. Quella sera James viene a sapere che suo zio ha chiuso la sua ferramenta, e va subito a riferire a Zoey che può venire con lei alle Hawaii, portandole anche un regalo, una collana con un cuore e l'incisione "Ti amo - James", ma non sembra avere l'effetto sperato su Zoey, che sorride forzatamente e non dice niente. Il giorno dopo Quinn e Logan, che si frequentano ancora in segreto, cercano un modo per andare al ballo di fine anno e non essere gelosi l'uno dell'altra, perciò il patto è che Quinn sceglie una ragazza per Logan e viceversa. Le lezioni di Michael continuano, ma questo maestro ha dei modi molto particolari per insegnare a guidare: prima gli fa preparare dell'insalata di tonno, poi pressare dell'uva con i piedi per produrre succo. Michael cerca di ribellarsi e allora il signor Takato gli dice che ora è pronto per guidare. Lola intanto è stata scelta per organizzare il ballo ma, non avendo voglia di fare troppi lavori pesanti, incarica Stacey (che non è molto sveglia) come sua "assistente personale" che le fa la biancheria e i lavori più noiosi. Durante il pomeriggio Quinn rivela a Logan a chi deve chiedere di andare al ballo: Stacey Dillsen. Naturalmente lui cerca di farle cambiare idea, ma senza successo. Logan allora dice a Quinn che deve andare al ballo con Dustin, il fratello minore di Zoey. La relazione tra Zoey e James intanto non sta andando molto bene: James si accorge che Zoey cerca di stargli lontano e capisce che lei non ricambia i suoi sentimenti, così i due si lasciano. Il giorno del ballo tutto è pronto, e dopo alcuni imbarazzanti eventi tra Logan, Stacey, Quinn e Dustin, finalmente Logan e Quinn ammettono il proprio amore l'uno per l'altra davanti a tutti e si baciano in mezzo alla folla danzante. Michael è tutto fiero di portare Lisa al ballo con la sua macchina (gli insegnamenti di Takato, non si sa come, sono serviti), e fa fare un giro in macchina anche a Mark, l'ex fidanzato di Quinn, che però non sa guidare e investe Stacey, in preda a una crisi; ma il finale è comunque buono: tramite la botta presa Stacey riesce di nuovo a parlare normalmente. Anche Lola e Vince, che erano andati prima ad una cena romantica, dopo numerose avventure arrivano finalmente al ballo. Intanto Zoey, da sola al cinema, riceve una telefonata dal suo vero amore, Chase, che era tornato quel giorno dall'Inghilterra e le fa una sorpresa. Salutandola dal tetto del cinema, perde l'equilibrio e cade per 3 metri e dalle scale del cinema. Zoey gli corre accanto e vede che il suo braccio sanguina, ma dopo un lungo sguardo lo bacia e finalmente si mettono insieme. Michael scopre che il signor Takato esisteva solo nella sua mente, e appena ritrova il suo migliore amico, Chase, tutto viene scordato. Zoey chiede a Chase di andare alle Hawaii con lei, e lui accetta.
- Nota: Austin Butler appare solo nella prima parte dell'episodio, ed è assente nella seconda; il creatore della serie, Dan Schneider, appare come il taxista che scorta Lola e Vince al ballo.
- Guest Star: James Hong (Signor Takato), Sean Flynn (Chase Matthews)

## Sull'onda dei ricordi
- Titolo originale: PCA Confidential
- Diretto da: Steve Hoefer
- Scritto da: George Doty IV

### Trama
Zoey, Chase e Stacey sono sul punto di diplomarsi, e vengono scelti dal preside per rispondere alle domande dei ragazzi che stanno considerando di iscriversi alla PCA l'anno seguente. Stacey si sente offesa perché nessuno le fa delle domande. Le domande vengono rivolte tutte a Zoey e Chase e riguardano appuntamenti, scienza, tecnologia e codici di abbigliamento. Tra una domanda e l'altra i ragazzi fanno un viaggio indietro nel tempo ripensando ai bei momenti passati con i loro amici all'accademia.
- Nota: solo Zoey, Chase e Stacey appaiono fisicamente; tutti gli altri attori, incluse Kristin Herrera (Dana) e Alexa Nikolas (Nicole), che avevano precedentemente lasciato la serie, appaiono unicamente durante alcuni flashback. È l'unico episodio in cui non appare Michael Barret.
- Curiosità: inizialmente l'episodio veniva trasmesso durante la terza stagione, ma in seguito è stato leggermente modificato e trasmesso come epilogo della serie.